# 히가시시라카와촌
히가시시라카와촌(일본어: 東白川村)은 일본 기후현 가모군의 촌이다.
1868년의 신불분리령에서 시작된 불교 배척 운동에 의해 불교 건축물의 대부분이 파괴되어 현재까지 재건되지 않았기 때문에 일본에서 유일하게 역내에 절이 없는 자치체로 유명하다.

## 지리
기후현 동부 미노미카와 고원에 위치하고 가모군에 속한다. 높이 1,000m 전후의 산으로 둘러싸여 있고 면적의 90%를 산림이 차지한다. 마을의 중앙을 동쪽에서 서쪽으로 시라강이 흐르고 있고 시라강과 그 지류 주변에 취락이 분포하고 있다.

## 역사
1889년 7월 1일에 정촌제 시행으로 히가시시라카와촌이 성립하였다. 이후 합병이나 분할은 한번도 행해지지 않았다.

## 교통

### 도로
- 국도 256호선